# 오리새
오리새는 벼과의 여러해살이풀로 학명은 Dactylis glomerata이다.

## 분포
온대·난대에서 널리 재배되는 여러해살이풀로 높이 60-120cm이다. 오처드그래스라고도 한다. 중요한 목초의 하나이다.

## 특징
잎은 가늘고 길며, 잎새는 털이 없고 질이 거칠고 단단하며, 흰빛이 도는 녹색이다. 5-6월에 줄기 끝에 길이 10-30cm의 원추꽃차례가 달린다. 꽃차례의 가지는 개화기에는 넓게 퍼진다. 그 끝에 붙는 작은이삭에 4-5개의 작은꽃이 마치 새의 발가락 모양으로 벌어져서 달린다.

## 이용
라디노클로버나 붉은클로버와 함께 목초지를 조성하는 일이 많다. 풋베기사료·건초·사일리지로 이용되며, 그늘진 곳에서도 생육한다.

## 아종
- Dactylis glomerata subsp. glomerata
- Dactylis glomerata subsp. himalayensis
- Dactylis glomerata subsp. hispanica (syn. D. hispanica)
- Dactylis glomerata subsp. ibizensis
- Dactylis glomerata subsp. judaica
- Dactylis glomerata subsp. juncinella
- Dactylis glomerata subsp. lobata (syn. D. aschersoniana)
- Dactylis glomerata subsp. lusitanica
- Dactylis glomerata subsp. marina (syn. D. marina)
- Dactylis glomerata subsp. santai
- Dactylis glomerata subsp. smithii
- Dactylis glomerata subsp. woronowii (syn. D. woronowii)